# Neoseiulella crassipilis
Neoseiulella crassipilis är en spindeldjursart som först beskrevs av Athias-Henriot och Fauvel 1981.  Neoseiulella crassipilis ingår i släktet Neoseiulella och familjen Phytoseiidae. Inga underarter finns listade i Catalogue of Life.